# Петуньки
Пету́ньки (рос. Петуньки) — присілок у складі Шарканського району Удмуртії, Росія.

## Населення
Населення — 232 особи (2010; 287 у 2002).
Національний склад станом на 2002:
- удмурти — 88 %

## Урбаноніми[3]
- вулиці — Верхня, Річкова, Шкільна